# سیارک ۱۰۱۲۸
سیارک ۱۰۱۲۸ (به انگلیسی: 10128 Bro، نامگذاری:1993FT31) ده هزار و صد و بیست و هشتمین سیارک کشف شده‌است که در ۱۹ مارس ۱۹۹۳ کشف شد.
قدر مطلق سیارک برابر ۱۷٫۰ است.